# 효성 엑시브

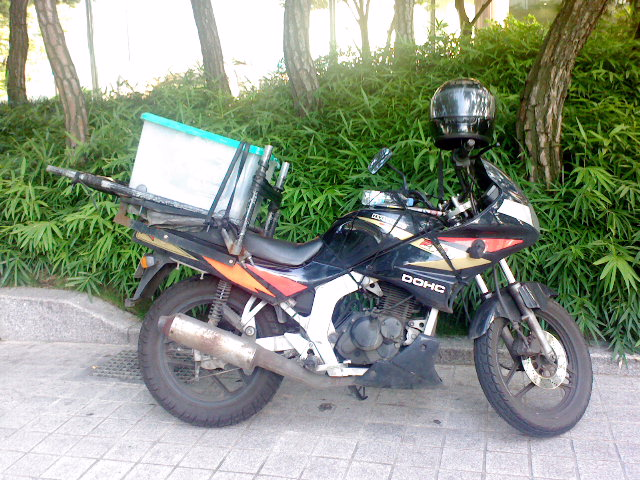
배달서비스에 사용중인 엑시브(순정 상태에서 짐받이 설치)

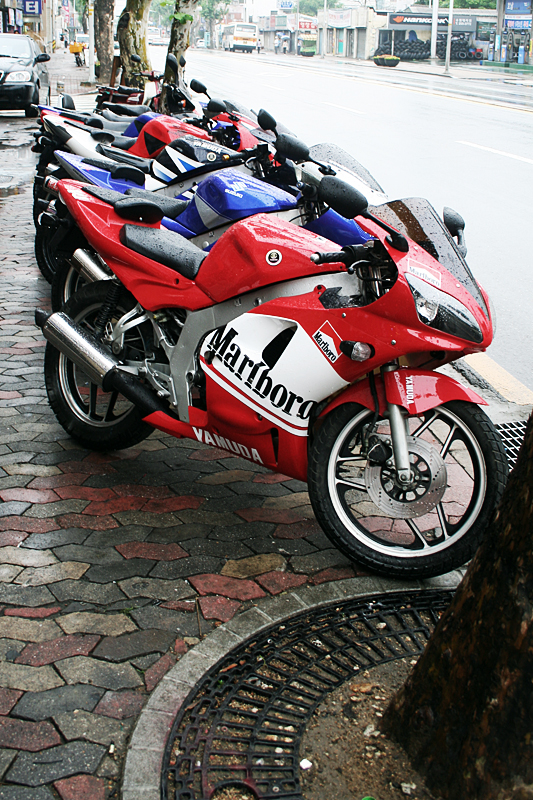
야무다 카울을 장착한 엑시브

효성 엑시브(Hyosung Exiv)는 1995년부터 효성기계공업(현 KR모터스)이 생산한 모터사이클이다. 대한민국 최초로 DOHC 엔진을 탑재한 모터사이클이며, 베이스 모델은 스즈키 GSX-R125다. 출시 당시의 코드명은 베이스 모델과 같이 GSX-R125였으며, 이후 코드명이 GD125로 바뀌었다. 2000년대 중반부터 일부에서 단종설 등이 나온 적이 있지만 현재 단종 여부는 확실하지 않다.
현재 순정 차량보다는 개조된 차량을 많이 볼 수 있다. 개조된 차량은 출고 당시 장착된 순정 카울을 탈착한 다음, 일본의 유명 모터사이클에 출고 당시 장착된 카울을 모방한 사제카울을 장착한 것이 대부분이다. 대림의 VF125, VR125와 같이 퀵서비스 기사와 폭주족 등의 일부 청소년들이 주로 이용하는 모터사이클이며, 특히 폭주족 등의 일부 청소년들이 주로 이용한다는 이유로 나쁘게 인식되는 경우도 있으나, 스포츠 바이크(일명 레플리카 혹은 R차) 입문용으로도 사용된다.

## 제원
- 엔진 : 124cc 유냉 4스트로크 DOHC 4벨브
- 연료공급형식 : 카뷰레터 방식
- 시동방식 : 전기식
- 변속방식(클러치/기어) : 습식다판식/5단
- 서스펜션(전/후): 텔레스코픽(유압식)/스윙암
- 브레이크(전/후): 디스크/드럼
- 전장 : 2,008mm
- 전폭 : 770mm
- 전고 : 1,115mm
- 휠베이스(축간거리) : 1,435mm
- 시트고 : 830mm
- 최저 지상고 : 165mm
- 건조중량 : 119kg
- 연료 탱크 용량 : 13L
- 승차정원 : 2명

## 야무다
야무다(Yamuda)는 JIC에서 제조 및 판매하는 사제카울의 브랜드명으로, '여물다'의 경남 방언이다. 일본의 유명 모터사이클에 출고 당시 장착된 카울을 모방을 한 것이 특징이며, 특히 야마하의 YZF-R1(en:Yamaha YZF-R1)의 카울을 모방한 K1이 유명하다. 이로 인해 유튜브에는 일본의 모터사이클을 모방하는 한국인이라는 제목의 동영상이 업로드 된 적이 있다.